# John Ayrton Paris
John Ayrton Paris, FRS (1785-24 de diciembre de 1856) fue un médico británico. Se le recuerda sobre todo por ser el probable inventor del taumatropo, que utilizó para demostrar la persistencia de la visión en el Royal College of Physicians de Londres en 1824, alrededor de esta época escribió un libro titulado La filosofía en el deporte hizo que la ciencia en serio: es un intento de implantar en la mente de los jóvenes de los primeros principios de la filosofía natural con la ayuda de los juguetes populares y los deportes de la juventud que se extendió el principio de la utilización de dispositivos simples para dar demostraciones convincentes de los principios científicos.
París realizó una de las primeras observaciones de las causas ocupacionales de cáncer cuando, en 1822, reconoció que su exposición a los humos de arsénico podría estar contribuyendo a la tasa inusualmente alta de cáncer de piel del escroto en los hombres con en la fundición de cobre de Cornualles y Gales (sus conclusiones sobre este tema se incluyen en un libro que es también una guía del visitante a West Cornwall).
Él también escribió acerca de los accidentes causados por el uso de explosivos en las minas, y dio conferencias en la Real Sociedad Geológica de Cornualles en la química, además de servir como primer secretario de la sociedad.
Su distinción fue reconocida cuando fue elegido presidente de la Royal College of Physicians en 1844, cargo que ocupó hasta su muerte. Una litografía de él por William Drummond se encuentra en la National Portrait Gallery, Londres. Escribió una serie de importantes libros de medicina, incluida la jurisprudencia médica (coautor, 1823), un Pharamacologia que apareció por primera vez en 1820 y pasó por numerosas ediciones, Elementos de Química Médica (1825) y un tratado sobre la dieta 1826). También produjo una serie de memorias de otros médicos de la Royal College, y la primera biografía de Sir Humphry Davy (1831). Fue un defensor del uso de la evaluación científica preparados de hierbas en el tratamiento médico.
Fue elegido miembro de la Real Sociedad en junio de 1821.
La fecha exacta del nacimiento de París es incierto, ya que es su ubicación: algunas fuentes de la lista como él nació en Cambridge, a los demás como nació en Edimburgo, una ciudad con la que sin duda había algunos enlaces.